# Ebaeides borneensis
Ebaeides borneensis là một loài bọ cánh cứng trong họ Cerambycidae.